# Odontomantis chayuensis
Odontomantis chayuensis es una especie de mantis de la familia Hymenopodidae.

## Distribución geográfica
Se encuentra en China.